# Nunthorpe
Nunthorpe is een civil parish in het bestuurlijke gebied Middlesbrough, in het Engelse graafschap North Yorkshire met 4866 inwoners.

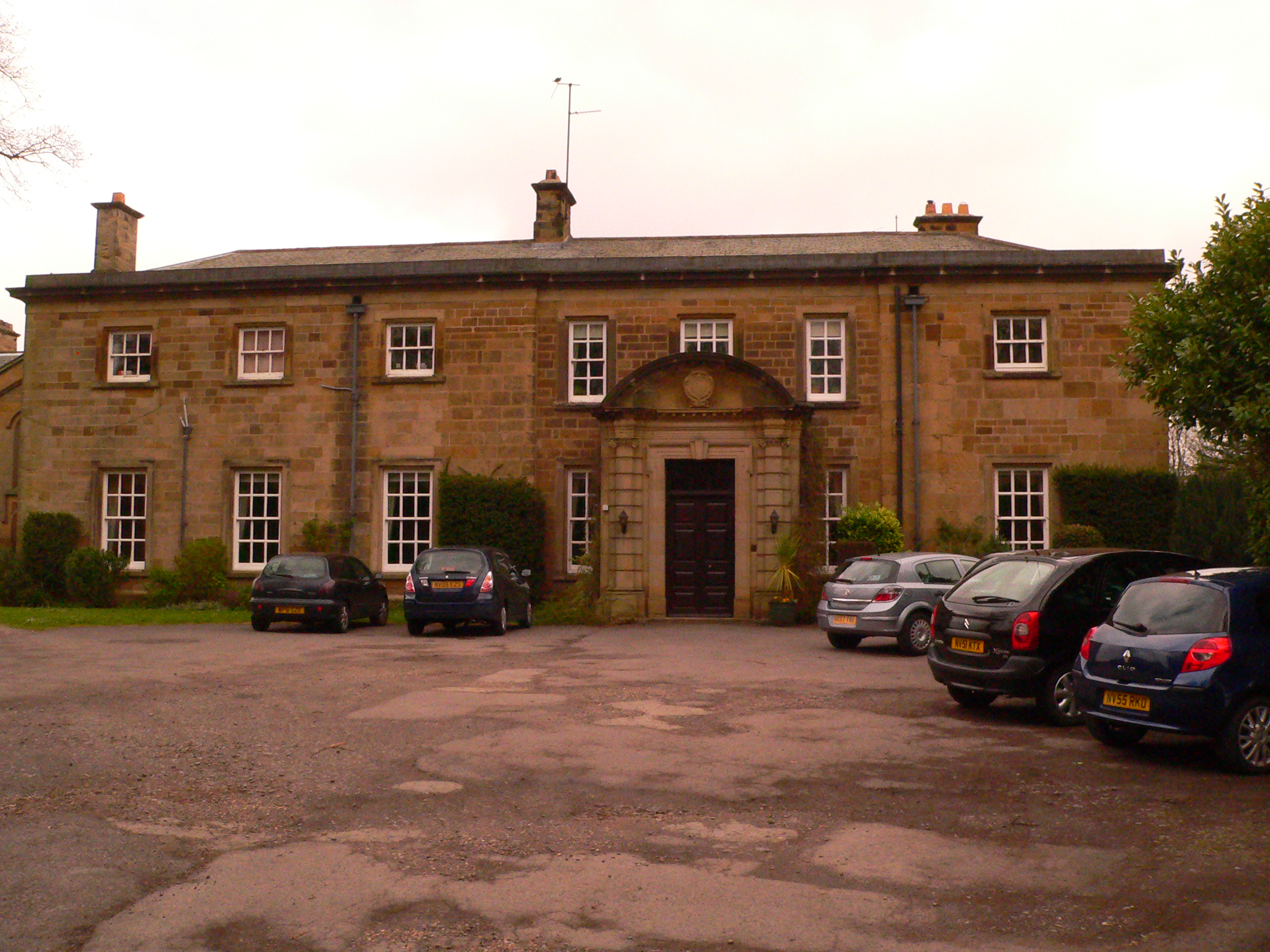
Nunthorpe Hall
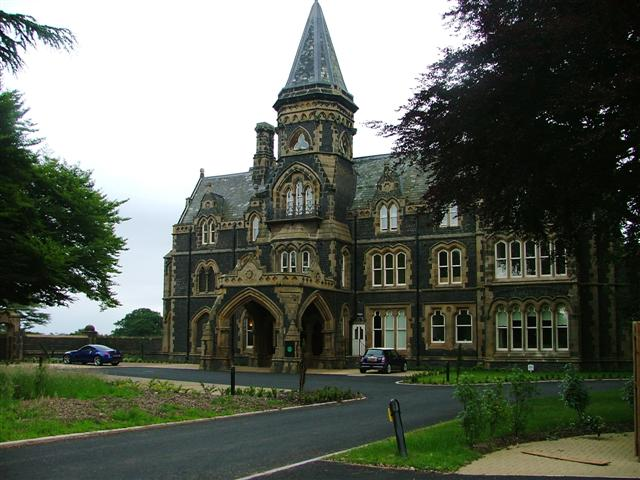
Grey Towers
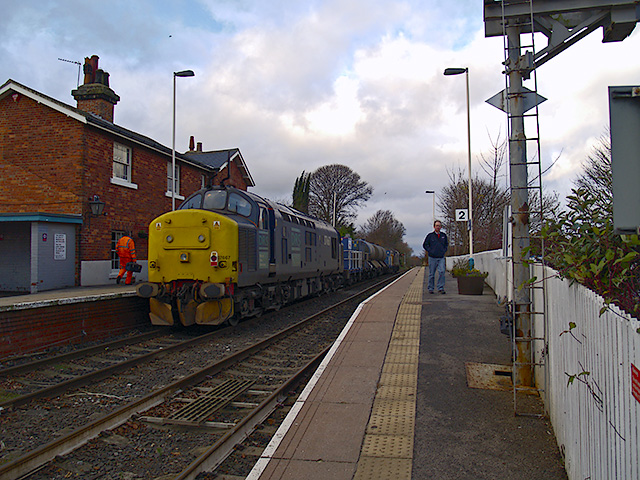
Station van Nunthorpe

## Geboren
- Ben Gibson (15 januari 1993), voetballer